# البنك الشعبي (المغرب)
البنك الشعبي هو بنك مغربي، تم تأسيسه سنة 1961، ولعب دور كبير في اقتصاد المغرب، ويستحوذ البنك على 60% من مجموع المذخرات المحلية للجالية المغربية في الخارج. وهو أول بنك معترف به دوليًا في المغرب. للبنك مكاتب في كل من ألمانيا، إنجلترا، كندا، إسبانيا، فرنسا، جبل طارق، هولندا، بلجيكا وبإيطاليا.
سنة 2011 احتل المرتبة الأربعين في قائمة فوربس الشرق الأوسط لأقوى 100 شركة في العالم العربي.
بحلول عام 2018، وصل عدد الوكالات البنكية للبنك الشعبي 1443 وكالة، وبلغ عدد الزبناء 6 ملايين و 100 ألف زبون، وأصبحت المجموعة تتوفر على 320 17 موظف.

## تاريخ
في مايو 2011 أعلنت الحكومة المغربية عن بيع حصة 20 % في البنك الشعبي المركزي المغربي مقابل 5.3 مليار درهم، لصالح البنوك الشعبية الجهوية. وبذلك أضحت البنوك الشعبية الجهوية، وهي بنوك تضامنية، تمتلك 40% من رأسمال البنك الشعبي المركزي. وزعت هذه النسبة على 10 أبناك شعبية جهوية في حدود 2 بالمئة لكل واحد منها.
سجلت النتيجة الصافية للبنك برسم سنة 2010، ارتفاعا بنسبة 6 في المائة، بتحقيقها ل 3,1 ملايير درهم.
بلغ البنك سنة 2010 حوالي 1068 شباكا أوتوماتيكيا، ومليوني بطاقة متداولة من قبل زبنائه. وحتى سنة 2011 كان يمتلك البنك الشعبي 35 فرعا موزعة على دول أوروبا و 4 في غينيا و 3 إفريقيا الوسطى.
في أبريل 2012، قام البنك ببيع حصة 5 % من أسهمه إلى المجموعة الفرنسية البنك الشعبي-مصرف الإدخار (BPCE) مقابل 1.74 مليار درهم مغربي أي ما يعادل 190 مليون دولار، وذلك باعتبار قيمة السهم تساوي 201 درهم.
في يونيو 2012 أعلن البنك الشعبي أنه استحوذ على 50% من مجموعة أطلنتيك الإيفوارية، التي تضم سبعة أبناك، في كل من ساحل العاج وبنين وتوغو وبوركينا فاسو ومالي والنيجر.
في غشت 2012، أعلن البنك عن صفقة ثانية مع شريك أجنبي، فوت بموجبها حصة 5 في المائة من رأسماله إلى الشركة المالية العالمية (IFC)، وهي مؤسسة تابعة للبنك الدولي، مقابل 1.74 مليار درهم مغربي، على أساس نفس قيمة السهم التي تم اعتمادها مع المجموعة الفرنسية البنك الشعبي-مصرف الإدخار (BPCE).
في 2018، تم تعيين محمد كريم منير كمدير عام جديد للبنك الشعبي المركزي.

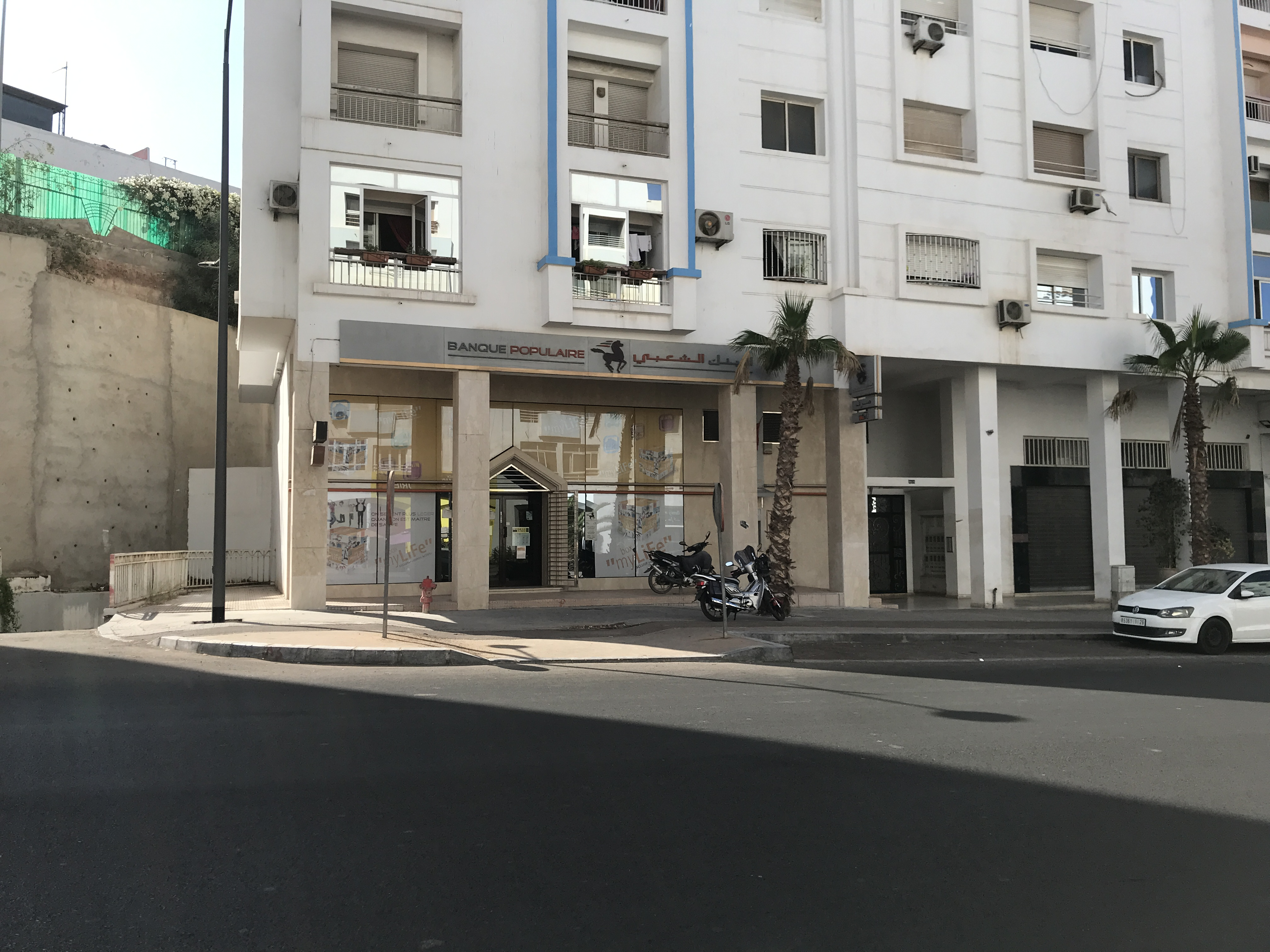
وكالة تابعة للبنك الشعبي

## الشركات والمؤسسات التابعة
- التوفيق للتمويل الأصغر: حازت على تصريح بقرار وزاري في فاتح مارس 2000، كما تم الاعتراف لهذه الجمعية غير الربحية بصفة المنفعة العامة بظهير صدر بتاريخ 15 نونبر 1958، والقانون 97/18 المتعلق بالقروض الصغرى. وتتوفر على شبكة تضم 425 نقطة بيع و1616 مستخدم.
- المغرب إنجاد الدولية: تأسست في سنة 1976، وأصبحت أحد الشركات التابعة الاستراتيجية لمجموعة البنك الشعبي سنة 1988، وتحتل المغرب إنجاد الدولية مركز الريادة على مستوى سوق الإنجاد بالمغرب.
- أب لاين كورتاج: تأسست في سنة 2007، وهي شركة مملوكة لمجموعة البنك الشعبي وتابعة لمجموعة أب لاين، متخصصة في مجال الاستشارة ووساطة التأمين. وباعتبارها شركة تأمين واستشارة، تقوم بإدارة، بالإضافة إلى عقود التأمين على الأضرار والتغطيات الاجتماعية لكافة الشركات التابعة ومتعاوني مجموعة البنك الشعبي، عقود التأمين البنكي الموجهة للزبناء من الخواص وبرامج التأمين الخاصة بعدد من الشركات الزبونة للمجموعة.

## الرؤساء
عبد الله المعروفي: 9. فبراير 1998.
محمد بنشعبون: فبراير 2008.
محمد كريم منير: 1 نوفمبر 2018.

## وصلات خارجية
- الموقع الرسمي (بالفرنسية)
- البنك الشعبي ورقة تقنية، بورصة الدار البيضاء.